# Seminarium duchowne

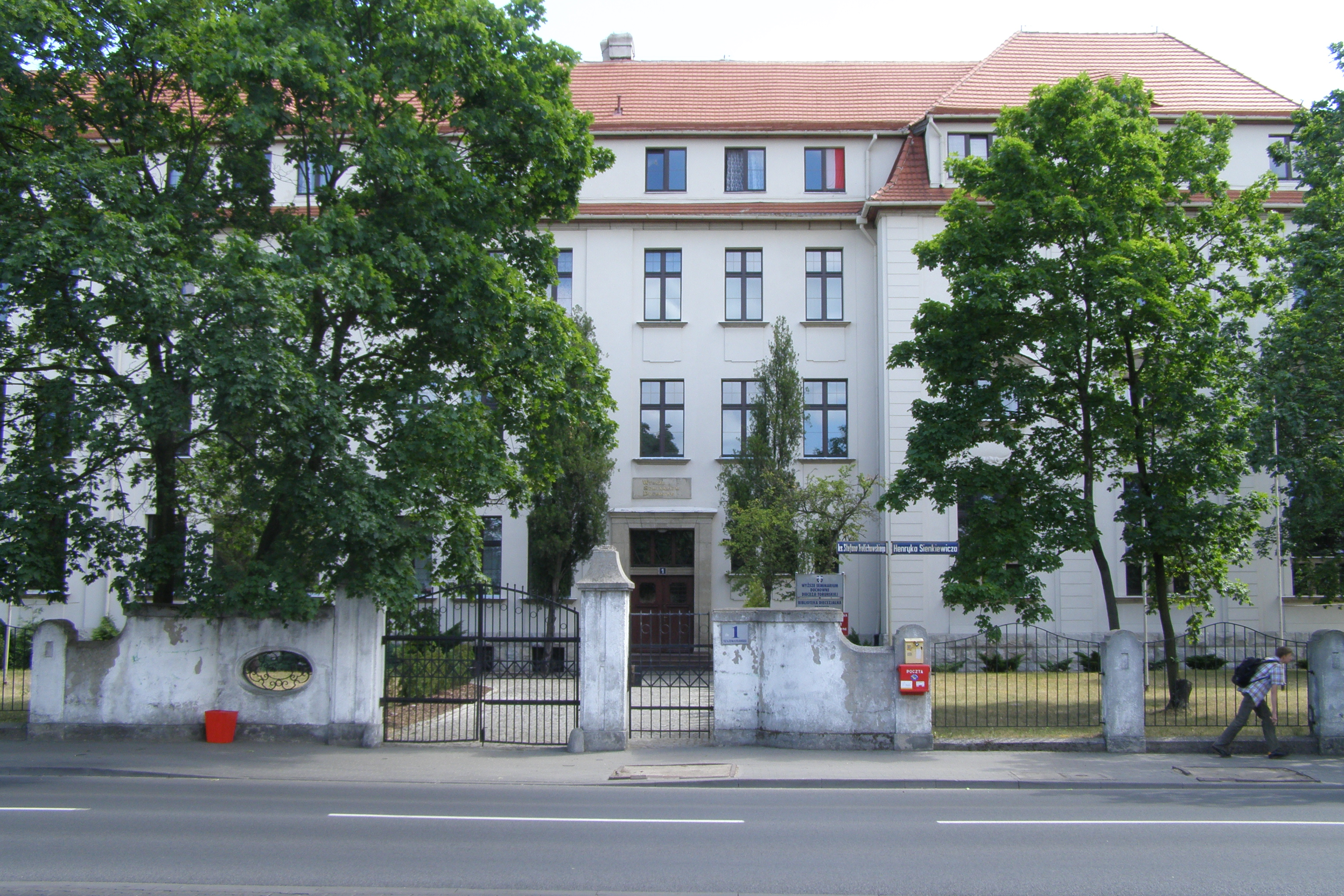
Budynek Wyższego Seminarium Duchownego diecezji toruńskiej

Seminarium duchowne – w Kościołach chrześcijańskich, w katolicyzmie, prawosławiu, a także protestantyzmie, instytucja przygotowująca przyszłych prezbiterów, poprzez wprowadzanie w duchowość chrześcijańską i prezbiteratu, studia teologiczne oraz kształcenie umiejętności duszpasterskich.

## Seminaria katolickie

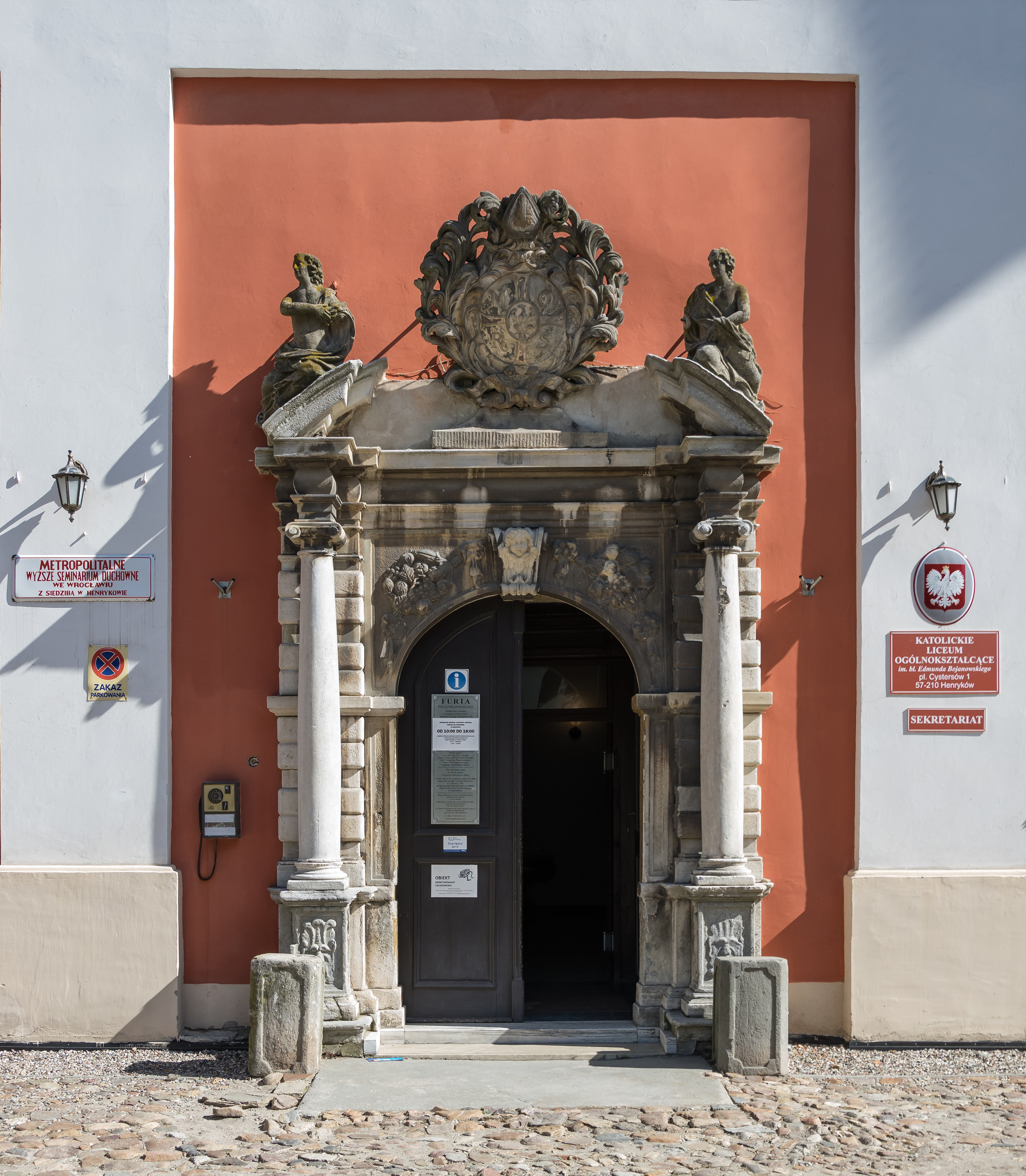
Portal w byłym seminarium duchownym w Henrykowie

Jako struktura formacyjna w Kościele seminarium duchowne pojawiło się dość późno, bo dopiero po odnowie soboru trydenckiego (1545–1563).
Nazwa seminarium wywodzi się od łacińskiego słowa seminarium, które oznacza „szkółkę młodych drzewek lub roślin”. (z łac. szkółka roślin, od semen – nasienie, seminis – narybek, latorośl).
Do czasu Soboru trydenckiego seminaria duchowne nie istniały. Kandydaci do kapłaństwa zgłaszali się do biskupa, deklarując chęć przyjęcia święceń i w niedługim czasie je otrzymywali. Czasem odbywali studia na uniwersytetach, z których większość posiadała wydziały teologiczne. Nie zamieszkiwali wspólnie. Taki sposób przygotowania do kapłaństwa, zwłaszcza w okresie reformacji, pozostawiał wiele do życzenia i był powodem słabego wykształcenia teologicznego i formacji duchowo-moralnej.
W ramach odnowy Kościoła, będącej reakcją na reformację, wśród wielu znaczących dokumentów doktrynalnych i prawnych Soboru trydenckiego znajduje się dekret uchwalony na XXIII sesji w dniu 15 lipca 1563 roku, który zobowiązywał biskupów do tworzenia w ich diecezjach seminariów dla kształcenia prezbiterów. Seminaria duchowne stały się jednym z ważniejszych czynników odnowy Kościoła. Pionierem tworzenia seminariów był święty Wincenty à Paulo (1581–1660).

### Odnowa Soboru watykańskiego II
Odnową seminariów duchownych w XX w. zajął się Sobór watykański II, poświęcając jej osobny dekret Optatam Totius (28 października 1965 r.). Według kard. Gabriela-Marie Garrone'a, prefekta Kongregacji ds. Edukacji Katolickiej, reforma seminariów rozpoczęła się w kontekście ogólnie postrzeganego w latach 60. kryzysu posługi księży i miała się dokonać dzięki nowemu rozumieniu kapłaństwa i Kościoła, jak zostały one ukazane w Soborowej Konstytucji o Kościele Lumen gentium (21 listopada 1964 r.) i dekrecie O życiu i posłudze księży Presbyterorum ordinis (7 grudnia 1965 r.).
Tuż po zakończeniu Soboru, w październiku 1967 r., odbyło się I Zgromadzenia Generalnego Synodu Biskupów. Pięć posiedzeń Synodu poświęcono problemowi odnowy seminariów. Wnioski posłużyły opracowaniu przez Kongregację ds. Wychowania Katolickiego tzw. Ratio fundamentalis – „Podstawowych norm formacji kapłańskiej”.

### Seminarium w świetle nowszych dokumentów
Normy formacji kapłańskiej zostały uaktualnione 19 marca 1985 r. przez Kongregację wychowania katolickiego, w powiązaniu z nowo wydanym posoborowym Kodeksem Prawa Kanonicznego (1983 r.). W 25. rocznicę zakończenia Soboru, jesienią 1990 r. odbyła się w Watykanie sesja Synodu Biskupów poświęcona ocenie realizacji nauczania soborowego na temat formacji kapłańskiej, w tym także formacji do kapłaństwa, oraz uczynieniu tego nauczania bardziej aktualnym i skutecznym. Owocem Synodu była wydana przez Jana Pawła II adhortacja Pastores dabo vobis (PDV) (25 marca 1992 r.). Według tego dokumentu, przygotowania do posługi prezbiterów oraz ich stałe kształcenie już po święceniach są „ściśle ze sobą związane.../gdyż obydwa/ tworzą jedną, spójną drogę chrześcijańskiego i kapłańskiego życia.” (PDV 42). Odnowione spojrzenie na ten pierwszy, przygotowawczy okres zostało zaprezentowane w rozdziale piątym, zatytułowanym „Ustanowił Dwunastu, aby Mu towarzyszyli. Formacja kandydatów do kapłaństwa”. W rozdziale tym papież m.in. potwierdził niezbędność instytucji Wyższego Seminarium (PDV 60).
8 grudnia 2016 r., aby pomóc w wypracowaniu uaktualnionego modelu formacji kapłańskiej, dostosowanego do wyzwań związanych z posługą księży w XXI w., Kongregacja ds. Duchowieństwa – która w 2013 r. przejęła opiekę nad formacją seminaryjną – opracowała nową wersję Ratio fundamentalis institutionis sacerdotalis. Zespół, który pracował nad tekstem Ratio kierował się „wnioskami i praktyką” katolickich Kościołów lokalnych na całym świecie. W prace było zaangażowanych wiele dykasterii Kurii Rzymskiej. Podstawową ideą przewodnią całego dokumentu jest to, że seminarzysta a następnie prezbiter są uczniami Chrystusa.

### Seminarium w Kodeksie Prawa Kanonicznego
Organizację seminariów duchownych reguluje m.in. Kodeks prawa kanonicznego (kan. 232 – 264 Kształcenie duchowieństwa). Zgodnie z tym prawem istnieje obowiązek powołania seminarium w każdej diecezji lub, jeżeli tego wymagają okoliczności, można erygować seminarium międzydiecezjalne. Kształcenie w seminarium musi obejmować co najmniej 2 lata wykładów z filozofii i 4 lata studiów teologicznych. Klerycy zobowiązani są do wspólnego mieszkania w domu wyznaczonym przez biskupa co najmniej przez 4 lata. Biskup diecezjalny ponosi pełną odpowiedzialność za formację diakonów i prezbiterów. Prawo kanoniczne przewiduje również powołanie w seminarium funkcji: rektora, kierownika duchowego i ekonoma. Seminarium jest wyjęte spod władzy parafii, a funkcję proboszcza sprawuje w nim rektor. Rektor odpowiada za cały przebieg i wynik formacji alumnów seminariów.

### Studia instytucjonalne
Obecnie seminaria duchowne na podstawie odrębnych umów stanowią sekcje specjalne wydziałów teologicznych uczelni publicznych lub posiadają status wyższej szkoły zawodowej. W ten sposób kończący seminarium uzyskują tytuł zawodowy magistra (tytuł magistra nie jest konieczny do uzyskania święceń). Mimo przynależności do uczelni świeckich faktyczną jurysdykcję w seminarium sprawuje biskup diecezjalny (lub wyższy przełożony w przypadku seminariów zakonnych) przez powołanego przez siebie rektora.
Seminaria duchowne dla zgromadzeń zakonnych funkcjonują analogicznie jak seminaria diecezjalne.

### Seminaria katolickie w Polsce
Pierwsze seminaria duchowne w Polsce erygowane zostały tuż po zakończeniu soboru trydenckiego, m.in. w Braniewie, Poznaniu i Włocławku.
W czasie PRL polskie seminaria duchowne nie były w ogóle uznawane jako wyższe uczelnie i opierały się wyłącznie na prawie kanonicznym, dlatego księża, którzy je kończyli, nie uzyskiwali tytułu zawodowego magistra, chyba że zdobywali je na wydziałach posiadających prawa publiczne.

## Seminaria prawosławne
- Prawosławne Seminarium Duchowne w Warszawie

## Seminaria protestanckie
- Wyższe Baptystyczne Seminarium Teologiczne w Warszawie
- Wyższe Seminarium Teologiczne im. Jana Łaskiego w Warszawie
- Ewangelikalna Wyższa Szkoła Teologiczna we Wrocławiu
- Wyższa Szkoła Teologiczno-Społeczna
- Wyższa Szkoła Teologiczno-Humanistyczna im. Michała Beliny-Czechowskiego w Podkowie Leśnej